# Chung kết Giải vô địch bóng đá ASEAN 2024
Trận chung kết Giải vô địch bóng đá ASEAN 2024 là trận đấu cuối cùng của Giải vô địch bóng đá ASEAN 2024, lần thứ 15 của giải đấu bóng đá hàng đầu của Hiệp hội các quốc gia Đông Nam Á (ASEAN) do Liên đoàn bóng đá Đông Nam Á (AFF) tổ chức. Trận đấu này được diễn ra theo thể thức hai lượt đi và về giữa hai đội tuyển Việt Nam và Thái Lan. Trận lượt đi được Việt Nam tổ chức tại sân vận động Việt Trì ở Việt Trì, Phú Thọ vào ngày 2 tháng 1 năm 2025, trong khi trận lượt về được tổ chức bởi Thái Lan tại sân vận động Rajamangala ở Băng Cốc vào ngày 5 tháng 1 năm 2025.
Việt Nam đã giành chiến thắng chung cuộc trước Thái Lan với tổng tỷ số 5–3 sau hai lượt trận, qua đó cắt đứt chuỗi vô địch hai lần liên tiếp của chính đối thủ. Đây là chức vô địch thứ ba trong lịch sử của đội tuyển Việt Nam, với hai lần trước đô ở các năm 2008 và 2018. Bên cạnh diễn biến, trận đấu này cũng có một vài sự việc khiến dư luận khu vực chú ý, đặc biệt là về bàn thắng được cho là "đáng xấu hổ" của cầu thủ Supachok bên phía Thái Lan ở trận đấu lượt về.

## Bối cảnh
Trận đấu này là lần thứ năm đội tuyển Việt Nam góp mặt ở một trận chung kết của Giải vô địch bóng đá ASEAN; trong bốn lần trước đó, họ đã hai lần đăng quang vào các năm 2008 và 2018, và để thua ở các kỳ 1998 và 2022. Đối với Thái Lan, đây là lần thứ mười một đội tuyển này lọt vào trận đấu cuối cùng của giải đấu và là lần thứ ba liên tiếp kể từ năm 2020. Thái Lan đã giành chức vô địch ở bảy trong mười kỳ tham dự các trận chung kết (1996, 2000, 2002, 2014, 2016, 2020 và 2022) và chỉ thất bại ba lần vào các năm 2007, 2008 và 2012, trở thành đội bóng giàu thành tích nhất lịch sử giải đấu. 
Cả hai đội tuyển đều là những đội có thứ hạng cao nhất của khu vực trên bảng xếp hạng FIFA thời điểm đó, với thứ hạng của Thái Lan là 97 và thứ hạng của Việt Nam là 114. Đây là trận chung kết thứ hai liên tiếp của cả hai bên (sau giải đấu năm 2022), và cũng là lần thứ hai trong lịch sử giải mà  hai đội bóng cùng lọt vào trận đấu cuối cùng trong hai kỳ liên tiếp (lần đầu tiên xảy ra vào năm 2000 và 2002 khi Thái Lan đối đầu với Indonesia).
Hai đội đã gặp nhau ở trận chung kết tổng cộng hai lần: lần đầu tiên vào năm 2008 khi đội tuyển Việt Nam giành chiến thắng với tổng tỷ số 3–2 (thắng 2–1 ở lượt đi và hòa 1–1 ở lượt về), và lần thứ hai vào năm 2022 khi đội tuyển Thái Lan chiến thắng với cùng tổng tỷ số (hòa 2–2 ở lượt đi và thắng 1–0 ở lượt về). Tính trên mọi đấu trường kể từ khi Việt Nam thống nhất, Thái Lan chiếm ưu thế vượt trội với tổng cộng 18 trận thắng, Việt Nam chỉ thắng được 3 trận và 8 trận còn lại kết thúc với tỷ số hòa.

## Đường đến chung kết
Ghi chú: Trong tất cả các kết quả dưới đây, tỷ số của đội lọt vào chung kết được đưa ra trước (H: sân nhà; A: sân khách).
| VT | Đội         | ST | Đ  |
| -- | ----------- | -- | -- |
| 1  | Việt Nam    | 4  | 10 |
| 2  | Philippines | 4  | 6  |
| 3  | Indonesia   | 4  | 4  |
| 4  | Myanmar     | 4  | 4  |
| 5  | Lào         | 4  | 2  |

| VT | Đội        | ST | Đ  |
| -- | ---------- | -- | -- |
| 1  | Thái Lan   | 4  | 12 |
| 2  | Singapore  | 4  | 7  |
| 3  | Malaysia   | 4  | 5  |
| 4  | Campuchia  | 4  | 4  |
| 5  | Đông Timor | 4  | 0  |

### Việt Nam
Với tư cách là đương kim á quân, Việt Nam được xếp vào bảng B cùng với Lào, Indonesia, Philippines và Myanmar. Ở trận mở màn tại Viêng Chăn, đội đã có khởi đầu ấn tượng với chiến thắng 4–1 trước chủ nhà Lào. Trong trận đấu tiếp theo với Indonesia trên sân nhà Việt Trì, Việt Nam đã giành chiến thắng nhọc nhằn với tỷ số 1–0 nhờ pha lập công duy nhất của Nguyễn Quang Hải. trước khi cầm hòa trước Philippines 1–1. Ở lượt trận cuối cùng, với sự xuất hiện của tiền đạo nhập tịch Nguyễn Xuân Son, Việt Nam đã đánh bại Myanmar với tỷ số đậm 5–0. Đội khép lại vòng bảng với vị trí đầu bảng B, ghi được 11 bàn và chỉ để lọt lưới 3 bàn.
Gặp đội nhì bảng A là Singapore tại vòng bán kết, hai bàn thắng muộn của Tiến Linh và Xuân Son đã giúp Việt Nam vượt qua đội chủ nhà Singapore với tỷ số 2–0. Trở về sân nhà ở trận lượt về, đội tiếp tục giành chiến thắng 3–1, qua đó giành vé vào chung kết với tổng tỷ số 5–1 sau hai lượt trận.

### Thái Lan
Với tư cách là đương kim vô địch của giải đấu, Thái Lan được xếp vào bảng A cùng với Đông Timor, Malaysia, Singapore và Campuchia. Ngay trận ra quân, Thái Lan đã thể hiện sức mạnh vượt trội bằng chiến thắng hủy diệt 10–0 trước Đông Timor, trước khi đánh bại Malaysia với tỷ số tối thiểu trên sân nhà của mình. Ở trận đấu thứ ba tại Singapore, dù để cho đối thủ dẫn trước hai bàn nhưng Thái Lan đã lội ngược dòng với tỷ số chung cuộc 4–2. Họ khép lại vòng bảng bằng chiến thắng 3–2 trước Campuchia, qua đó giành ngôi nhất bảng A với 12 điểm tuyệt đối sau 4 trận.
Tại bán kết, Thái Lan chạm trán với Philippines, đội xếp thứ hai ở bảng B. Dù được đánh giá cao hơn, đội đã bất ngờ để thua 1–2 trong chuyến làm khách tại Philippines – lần đầu tiên đội tuyển này giành chiến thắng trước Thái Lan sau 53 năm. Tuy nhiên, đến trận lượt về, Thái Lan đã vượt qua Philippines với tỷ số 3–1 sau 120 phút. Chung cuộc, Thái Lan vượt qua Philippines với tổng tỷ số 4–2 để giành quyền vào chung kết lần thứ 11 trong lịch sử của mình.

## Trước trận đấu

### Nhân sự
Việt Nam bước vào trận đấu này với sự vắng mặt của hậu vệ Vũ Văn Thanh do chấn thương đứt dây chằng xảy ra tại trận bán kết lượt về gặp Singapore diễn ra trên sân Việt Trì vào ngày 29 tháng 12 năm 2024, Hồ Tấn Tài cũng gặp phải chấn thương tương tự, ngoài ra Việt Nam còn thiếu vắng một cầu thủ khác là Phạm Xuân Mạnh vì có dấu hiệu bị căng cơ. Trong khi Thái Lan vẫn có sự phục vụ của tiền đạo Suphanat Mueanta mặc dù cầu thủ này bị sốt cao, nhưng sau đó đã hồi phục trở lại.

## Các trận đấu

### Lượt đi
| Việt Nam                 | 2–1      | Thái Lan              |
| ------------------------ | -------- | --------------------- |
| Nguyễn Xuân Son 59', 73' | Chi tiết | Chalermsak Aukkee 83' |

| Việt Nam | Thái Lan |

| Việt Nam Sơ đồ chiến thuật: 3–5–2 |    |                      |     |       |
| TM                                | 21 | Nguyễn Đình Triệu    |     |       |
| HV                                | 7  | Phạm Xuân Mạnh       |     |       |
| HV                                | 16 | Nguyễn Thành Chung   |     |       |
| HV                                | 4  | Bùi Tiến Dũng        | 64' |       |
| TV                                | 17 | Vũ Văn Thanh         |     | 87'   |
| TV                                | 14 | Nguyễn Hoàng Đức (c) |     | 90+6' |
| TV                                | 25 | Doãn Ngọc Tân        | 79' |       |
| TV                                | 3  | Nguyễn Văn Vĩ        |     | 72'   |
| TĐ                                | 8  | Châu Ngọc Quang      |     | 87'   |
| TĐ                                | 12 | Nguyễn Xuân Son      |     |       |
| TĐ                                | 15 | Bùi Vĩ Hào           |     | 46'   |
| Thay người:                       |    |                      |     |       |
| TV                                | 19 | Nguyễn Quang Hải     |     | 46'   |
| HV                                | 5  | Trương Tiến Anh      |     | 72'   |
| HV                                | 2  | Đỗ Duy Mạnh          |     | 87'   |
| TV                                | 24 | Nguyễn Hai Long      |     | 87'   |
| TĐ                                | 9  | Nguyễn Tiến Linh     |     | 90+6' |
| Huấn luyện viên:                  |    |                      |     |       |
| Kim Sang-sik                      |    |                      |     |       |

| Thái Lan Sơ đồ chiến thuật: 4–3–3 |    |                         |     |       |  |
| TM                                | 1  | Patiwat Khammai         |     |       |  |
| HV                                | 21 | Suphanan Bureerat       |     |       |  |
| HV                                | 5  | Chalermsak Aukkee       |     |       |  |
| HV                                | 3  | Pansa Hemviboon (c)     | 12' |       |  |
| HV                                | 12 | Nicholas Mickelson      |     | 46'   |  |
| TV                                | 19 | William Weidersjö       |     | 61'   |  |
| TV                                | 16 | Akarapong Pumwisat      |     | 45+2' |  |
| TV                                | 13 | Ben Davis               |     |       |  |
| TĐ                                | 25 | Seksan Ratree           |     | 61'   |  |
| TĐ                                | 9  | Patrik Gustavsson       |     |       |  |
| TĐ                                | 17 | Ekanit Panya            | 66' | 73'   |  |
| Thay người:                       |    |                         |     |       |  |
| TV                                | 18 | Weerathep Pomphan       |     | 45+2' |  |
| HV                                | 6  | Thitathorn Aksornsri    |     | 46'   |  |
| TV                                | 7  | Supachok Sarachat       |     | 61'   |  |
| TĐ                                | 10 | Suphanat Mueanta        |     | 61'   |  |
| TV                                | 22 | Worachit Kanitsribampen |     | 73'   |  |
| Huấn luyện viên:                  |    |                         |     |       |  |
| Ishii Masatada                    |    |                         |     |       |  |

| Cầu thủ xuất sắc nhất trận đấu: Nguyễn Xuân Son (Việt Nam) Trợ lý trọng tài: Zahy Al Shmari (Qatar) Khalid Ayed Khalaf (Qatar) Trọng tài thứ tư: Tuan Mohd Yaasin Hanafiah (Malaysia) Trợ lý trọng tài video: Muhammad Taqi (Singapore) Trợ lý tổ trợ lý trọng tài video: Đỗ Kiến Tân (Trung Quốc) Choi Hyun-jai (Hàn Quốc) |

| Thống kê       | Việt Nam | Thái Lan |
| -------------- | -------- | -------- |
| Số bàn thắng   | 2        | 1        |
| Tổng số cú sút | 21       | 13       |
| Sút trúng đích | 9        | 3        |
| Kiểm soát bóng | 36%      | 64%      |
| Phạt góc       | 6        | 3        |
| Phạm lỗi       | 10       | 11       |
| Việt vị        | 2        | 1        |
| Thẻ vàng       | 2        | 2        |
| Thẻ đỏ         | 0        | 0        |

### Lượt về
| Thái Lan                                | 2–3      | Việt Nam                                                                 |
| --------------------------------------- | -------- | ------------------------------------------------------------------------ |
| - Ben Davis 28' - Supachok Sarachat 64' | Chi tiết | - Phạm Tuấn Hải 8' - Pansa Hemviboon 82' (l.n.) - Nguyễn Hai Long 90+20' |

| Thái Lan | Việt Nam |

| Thái Lan Sơ đồ chiến thuật: 4–1–4–1 |    |                          |         |       |  |
| TM                                  | 1  | Patiwat Khammai          |         |       |  |
| HV                                  | 21 | Suphanan Bureerat        |         |       |  |
| HV                                  | 4  | Jonathan Khemdee         |         |       |  |
| HV                                  | 3  | Pansa Hemviboon          |         |       |  |
| HV                                  | 6  | Thitathorn Aksornsri     | 79'     | 80'   |  |
| TV                                  | 18 | Weerathep Pomphan        | 13' 74' |       |  |
| TV                                  | 10 | Suphanat Mueanta         |         |       |  |
| TV                                  | 8  | Peeradol Chamrasamee (c) |         | 90+3' |  |
| TV                                  | 13 | Ben Davis                |         | 90+3' |  |
| TV                                  | 7  | Supachok Sarachat        |         |       |  |
| TĐ                                  | 9  | Patrik Gustavsson        |         | 79'   |  |
| Thay người:                         |    |                          |         |       |  |
| TV                                  | 25 | Seksan Ratree            |         | 79'   |  |
| HV                                  | 12 | Nicholas Mickelson       |         | 80'   |  |
| TV                                  | 17 | Ekanit Panya             |         | 90+3' |  |
| TV                                  | 22 | Worachit Kanitsribampen  |         | 90+3' |  |
| Huấn luyện viên:                    |    |                          |         |       |  |
| Ishii Masatada                      |    |                          |         |       |  |

| Việt Nam Sơ đồ chiến thuật: 3–4–3 |    |                      |        |     |  |
| TM                                | 21 | Nguyễn Đình Triệu    |        |     |  |
| HV                                | 7  | Phạm Xuân Mạnh       |        |     |  |
| HV                                | 16 | Nguyễn Thành Chung   |        |     |  |
| HV                                | 4  | Bùi Tiến Dũng        |        |     |  |
| TV                                | 17 | Vũ Văn Thanh         |        |     |  |
| TV                                | 14 | Nguyễn Hoàng Đức (c) |        |     |  |
| TV                                | 25 | Doãn Ngọc Tân        | 15'    | 60' |  |
| TV                                | 3  | Nguyễn Văn Vĩ        |        | 60' |  |
| TĐ                                | 8  | Châu Ngọc Quang      |        | 85' |  |
| TĐ                                | 12 | Nguyễn Xuân Son      |        | 34' |  |
| TĐ                                | 10 | Phạm Tuấn Hải        | 4'     | 83' |  |
| Thay người:                       |    |                      |        |     |  |
| TĐ                                | 22 | Nguyễn Tiến Linh     |        | 34' |  |
| HV                                | 2  | Đỗ Duy Mạnh          |        | 60' |  |
| TV                                | 19 | Nguyễn Quang Hải     | 90+14' | 60' |  |
| TĐ                                | 18 | Đinh Thanh Bình      |        | 83' |  |
| TV                                | 24 | Nguyễn Hai Long      | 90+20' | 85' |  |
| Huấn luyện viên:                  |    |                      |        |     |  |
| Kim Sang-sik                      |    |                      |        |     |  |

| Cầu thủ xuất sắc nhất trận đấu: Phạm Tuấn Hải (Việt Nam) Trợ lý trọng tài: Park Sang-jun (Hàn Quốc) Kang Dong-ho (Hàn Quốc) Trọng tài thứ tư: Thoriq Alkatiri (Indonesia) Trợ lý trọng tài video: Choi Hyun-jae (Hàn Quốc) Trợ lý tổ trợ lý trọng tài video: Đỗ Kiến Tân (Trung Quốc) Muhammad Taqi (Singapore) |

| Thống kê       | Thái Lan | Việt Nam |
| -------------- | -------- | -------- |
| Số bàn thắng   | 2        | 3        |
| Tổng số cú sút | 13       | 10       |
| Sút trúng đích | 4        | 2        |
| Kiểm soát bóng | 61%      | 39%      |
| Phạt góc       | 2        | 4        |
| Phạm lỗi       | 11       | 3        |
| Việt vị        | 2        | 0        |
| Thẻ vàng       | 2        | 4        |
| Thẻ đỏ         | 1        | 0        |

## Sau trận đấu
Với chiến thắng trước đội tuyển Thái Lan, Việt Nam đã giành được chức vô địch Đông Nam Á lần thứ ba sau hai lần trước đó vào các năm 2008 và 2018. Họ trở thành đội bóng thứ hai trong lịch sử giải đấu giành chiến thắng ở cả hai lượt trận chung kết (sau Singapore năm 2004), và là đội vô địch có thành tích tốt nhất với bảy chiến thắng và một trận hòa, ghi được tổng cộng 21 bàn. Tiền đạo Nguyễn Xuân Son của Việt Nam giành được cả hai danh hiệu là Vua phá lưới và Cầu thủ xuất sắc nhất giải đấu. Tuy nhiên, anh đã dính phải chấn thương gãy ống đồng rất nặng trong trận lượt về, khiến anh phải phẫu thuật và tạm dừng thi đấu tại Việt Nam.
Ngay sau khi trận chung kết lượt về kết thúc, nhiều cuộc "đi bão" ăn mừng chiến thắng đã nổ ra tại các địa điểm và thành phố lớn của Việt Nam. Mặc dù lượng người đổ ra đường đông đảo, song hầu hết được ghi nhận đã tuân thủ luật lệ giao thông trong bối cảnh Nghị định 168/2023/NĐ-CP của Chính phủ về tăng cường xử phạt vi phạm giao thông chính thức có hiệu lực tại nước này từ đầu năm 2025. Ngày 6 tháng 1 năm 2025, một ngày sau trận chung kết, toàn bộ thành viên đội tuyển Việt Nam đã mang chiếc cúp trở về thủ đô Hà Nội, và được Thủ tướng Phạm Minh Chính tiếp đón tại trụ sở Chính phủ. Đội cũng đã nhận về một số lượng lớn tiền thưởng từ các đơn vị và doanh nghiệp.

## Các sự việc liên quan

### Cổ động viên Việt Nam cổ vũ cho Thái Lan
Một nữ cổ động viên người Việt Nam tên Đỗ Ngọc Huyền đã được phát hiện ngồi giữa khu khán đài của cổ động viên Thái Lan trong trận đấu lượt đi vào ngày 2 tháng 1, trong đó cô bày tỏ sự buồn rầu, thất vọng khi đội tuyển Việt Nam ghi bàn, và vui mừng khi Thái Lan lập công. Trước khi trận đấu diễn ra, một bức ảnh chụp bản thân giăng tấm băng rôn có dòng chữ "From Vietnam with 10 years of love Thailand" (từ Việt Nam với tình yêu 10 năm dành cho Thái Lan) cũng được chính cô đăng tải trên trang mạng xã hội Facebook dưới dạng story, và khi được lan truyền đã gây ra tranh cãi. Nhiều người Việt lên án cô thiếu tôn trọng đội tuyển quốc gia và thiếu lòng tự tôn dân tộc, trong khi một số ý kiến bênh vực cho rằng mỗi người có quyền tự do cá nhân trong việc cổ vũ đội bóng mình yêu thích. Cổ động viên này sau đó đã phải khóa trang cá nhân của mình để tránh cơn giận dữ từ dư luận.

### Xô xát của cổ động viên Thái Lan
Theo các trang báo điện tử Thái Lan ghi nhận, ở những phút cuối của trận đấu khi Việt Nam đang nắm lợi thế dẫn bàn. Thời điểm đó, tuyển Thái Lan cần 1 bàn thắng để đưa trận đấu vào hiệp phụ. Nhưng đã có sự bất đồng về cách cổ vũ của các nhóm cổ động viên trên các khán đài. Đến thời điểm trọng tài thổi còi kết thúc trận đấu, trên một góc khán đài đã xảy ra xô xát. Tờ Thairath cho biết một số cổ động viên không hài lòng với lối chơi của đội nhà và dành những lời la ó, chỉ trích. Một số cổ động viên khác cho rằng là người hâm mộ Thái Lan thì tất cả vẫn phải ủng hộ đội tuyển đến cùng. Căng thẳng giữa hai bên bắt đầu leo thang và hậu quả là một vụ ẩu đả đã xảy ra. Hai nhóm cổ động viên này đã liên tục tung những nắm đấm vào nhau, khiên cho lực lượng an ninh đã phải can thiệp và mời một vài cổ động viên ra khỏi khu vực để tránh những vụ việc không đáng có.
Tuy cuộc xô xát là nhỏ và không quá nghiêm trọng, nhưng nó vẫn khiến hình ảnh của bóng đá Thái Lan bị sứt mẻ trong trận chung kết đầy kịch tính ở Rajamangala.

### Tranh cãi về vi phạm tinh thần thể thao
Ở phút thứ 64 của trận chung kết lượt về, tiền đạo Supachok Sarachat của Thái Lan bất ngờ tung cú sút xa vào lưới thủ môn Nguyễn Đình Triệu bên phía Việt Nam để gỡ hòa 3–3 trên tổng tỷ số chung cuộc. Các cầu thủ Việt Nam đã phản đối gay gắt với quyết định này của Supachok vì cho rằng Thái Lan lẽ ra phải trả bóng cho họ, khi trước đó thủ môn của họ đã chủ động ném bóng ra ngoài sân khi một cầu thủ đang bị đau. Tuy nhiên, trọng tài vẫn công nhận bàn thắng cho đội chủ nhà sau khi mất khá nhiều thời gian để kiểm tra VAR và phân tích cho các cầu thủ cùng ban huấn luyện hai đội.
Sau trận đấu, nhiều ý kiến chỉ trích nhấn mạnh rằng đây là pha lập công "đáng xấu hổ" của Supachok và đội tuyển Thái Lan đã không tỏ ra fair-play. Supachok trên trang cá nhân của mình đã thanh mình rằng anh không biết cầu thủ Việt Nam đá bóng ra ngoài biên và cho rằng mọi thứ chỉ là hiểu nhầm, nhưng lời giải thích này không khiến các cổ động viên hài lòng. Sau đó, trong chương trình Gặp nhau cuối năm phát trên sóng Đài Truyền hình Việt Nam vào ngày 28 tháng 1 năm 2025, tình huống của Supachok tiếp tục trở thành đề tài châm biếm khi các diễn viên đã cố gắng nhại lại theo âm ngữ tiếng Thái để chế giễu pha ghi bàn này của Thái Lan. Trong khi phía Việt Nam tỏ ra thích thú khi phân cảnh này được phát sóng, dư luận Thái Lan được cho là vô cùng phẫn nộ khi hình ảnh bóng đá nước này bị làm xấu trong một chương trình truyền hình của Việt Nam vào dịp Tết Nguyên đán.